# Joseph Partsch
Joseph Partsch (1851-1925) a fost un geograf german. A fost profesor la universitățile din Leipzig și Breslau (azi Wroclaw, în Polonia). Este unul din părinții ideii mitteleuropene. Principalele sale lucrări sunt Silezia (1896) și Mitteleuropa (1904).